# Exército da Paz
O Exército da Paz (em árabe: جيش السلام, translit. Jaysh al-Salam) foi uma grande aliança das milícias tribais Fertit  no oeste de Bahr el Ghazal durante a Segunda Guerra Civil Sudanesa. Embora inicialmente armada pelo governo sudanês para lutar contra os separatistas do Sul do Sudão, o Exército da Paz tornou-se especialmente conhecido por massacrar civis dinka. Essas mortes em massa tornaram-se tão excessivas que o grupo chegou a entrar em conflitos violentos com outras forças pró-governo. A milícia foi dissolvida  em sua maioria em 1988, embora uma facção remanescente continuasse ativa e se juntasse às Forças de Defesa Popular em 1989, e mais tarde às Forças de Defesa do Sudão do Sul (South Sudan Defense Forces, SSDF) em 1997.

## História

### Fundação
As tensões entre os fertits e os dinkas no oeste de Bahr el Ghazal aumentaram após a independência do Sudão do Reino Unido e Egito em 1956. Muitos fertits acreditavam que eram discriminados pelos dinkas, que dominavam cada vez mais a administração do sul do Sudão.  Essas hostilidades persistentes pioraram depois que o Exército de Libertação do Povo do Sudão (Sudan People's Liberation Army, SPLA), dominado pelos dinkas, lançou um levante contra o governo sudanês em 1983, resultando na Segunda Guerra Civil Sudanesa. Poucos fertits aderiram ao SPLA, considerando-o uma ferramenta da "hegemonia dinka", e por sua vez o SPLA considerou os fertits uma etnia "hostil" à rebelião. Os combatentes do SPLA lançaram uma série de incursões destrutivas nas aldeias fertits em 1985, principalmente para adquirir suprimentos para continuar sua campanha de guerrilha. 
Consequentemente, vários líderes fertits se uniram nos arredores de Wau e Raga e organizaram a milícia "Exército da Paz" como força de autodefesa. Esta milícia deveria defender as comunidades fertits do SPLA,  mas também para decretar vingança contra as comunidades tribais Dinka e Jur, que foram responsabilizadas pelo aumento da violência.  Nem todas as tribos fertits apoiaram a nova milícia,  e alguns líderes tribais se opuseram veementemente à formação do Exército da Paz e ao armamento de civis em geral. Esses grupos tribais que apoiaram a milícia foram, em sua maioria, vítimas dos raides do SPLA em suas aldeias.  Uma das tribos fertits mais notáveis que não participaram do Exército da Paz foi o povo Thuri ou Shatt. Muitos líderes tribais fertits desconfiavam dos Thuri / Shatt por falarem uma língua semelhante às línguas Jur e Dinka, e até alegaram que os Thuri ajudaram nas incursões do SPLA.  A milícia recém-formada consequentemente atacou as aldeias Turi, forçando os habitantes locais a fugir para Awoda, onde se juntaram ao SPLA. Nos anos seguintes, os combatentes fertits lutaram em ambos os lados na guerra civil. 
Após novas incursões em seu território, os líderes fertits que apoiaram o Exército da Paz pediram ajuda ao governador de Bahr el Ghazal, mas ele recusou. Consequentemente, se aproximaram das Forças Armadas Sudanesas para obter apoio e nomearam um oficial local de etnia mista como líder da milícia,  Atom Al-Nour (também transliterado "El Tom El Nour"  ou "Eltom Elnur"). O governo sudanês começou a apoiar a milícia em 1986, enquanto o capitão Raphael Kitang, um oficial reformado do exército, se tornou um de seus comandantes mais importantes.  O Exército da Paz inicialmente operou autônomo e exclusivamente nos arredores de Wau, onde defendeu aldeias locais dos insurgentes de 1986 ao início de 1987. Já em um estágio muito inicial, no entanto, a milícia tornou-se notória por muitas violações dos direitos humanos, tais como o assassinato de líderes tribais críticos dentre os fertits e dinkas, bem como de políticos, e mais notavelmente a chacina indiscriminada e tortura de civis dinkas,  incluindo o assassinato de crianças e mulheres grávidas.

### Campanha de 1987 e atividades posteriores
O Exército da Paz expandiu drasticamente suas operações após a chegada de reforços das Forças Armadas Sudanesas em julho de 1987. Esses reforços incluíam o infame Batalhão 242 (também conhecido como "Huno" ou "Batalhão Genghis Khan") e eram liderados pelo Major-General Abu Gurun Abdullah Abu Gurun, apelidado de "Hitler" devido à sua brutalidade. Recebendo melhor armamento, incluindo tanques, a milícia então começou a atuar como força auxiliar para as Forças Armadas Sudanesas à medida que novas operações de contra-insurgência eram lançadas. Em agosto daquele ano, o grupo e o exército sudanês massacraram centenas de dinkas em Wau, fazendo com que a Polícia de Wau e as Wildlife Forces dominadas pelos dinkas pegassem em armas para defender a população civil. Os combates intragovernamentais que se seguiram foram extremamente brutais e centenas foram mortos. Membros dinkas da polícia e das Wildlife Forces formaram esquadrões da morte para retaliar contra a milícia, enquanto o Exército da Paz  em contrapartida atacou a sede da polícia com tanques em agosto. Enquanto isso, o Exército de Libertação do Povo do Sudão (SPLA) expulsou principalmente a milícia dos fertits das áreas rurais ao redor de Wau. Somente com a saída de Abu Gurun em novembro a situação em Wau se acalmou. Com o apoio do recém-nomeado comissário do condado Lawrence Lual Lual, os líderes comunitários locais dos fertits conseguiram negociar um acordo de paz, segundo o qual membros do Exército da Paz receberam uma anistia e foram readmitidos na comunidade, enquanto os postos administrativos em Wau deveriam ser igualmente distribuídos entre os dinkas e os fertits. A maior parte da milícia foi posteriormente desmobilizada em julho de 1988, embora uma facção remanescente tenha permanecido ativa e continuado a lutar ao lado das Forças Armadas Sudanesas,  e foi integrada às Forças de Defesa Popular em dezembro de 1989.
O Exército da Paz continuou ativo como parte das Forças de Defesa Popular até 1997, quando foi transferido para as Forças de Defesa do Sudão do Sul. Esta última, foi criada pelo governo sudanês para unificar as diferentes milícias pró-governo do Sul do Sudão em um único movimento. Embora servisse com as Forças de Defesa do Sudão do Sul, o Exército da Paz prosseguiu sendo oficialmente liderado por Atom Al-Nour, que havia ascendido a major-general nas Forças Armadas Sudanesas em 2006.  O Exército da Paz ainda desfrutou de apoio substancial entre as tribos fertits durante a última fase da guerra civil  e continuou a ser mais ativo em torno de Wau,  embora também tivesse presença em outras partes do oeste de Bahr el Ghazal. Após a Declaração de Juba de 8 de janeiro de 2006, as Forças de Defesa do Sudão do Sul começaram a se desintegrar, mas Atom Al-Nour e seus seguidores permaneceram leais, embora tenha começado a delegar o comando do Exército da Paz ao Brigadeiro Postura Kamilo que era amplamente respeitado em Wau. O Exército da Paz foi totalmente integrado às Forças Armadas Sudanesas e ao SPLA entre 2005 e 2010. 

### Obras citadas
- Africa Watch (1990). Denying "the Honor of Living": Sudan, a Human Rights Disaster. New York City: Human Rights Watch. ISBN 978-0929692531
- Blocq, Daniel S. (2017). «The grassroots nature of counterinsurgent tribal militia formation: the case of the Fertit in Southern Sudan, 1985–1989». In:  David M. Anderson; Øystein H. Rolandsen. Politics and Violence in eastern Africa. The Struggles of Emerging States. Abingdon-on-Thames, New York City: Routledge. pp. 172–186. ISBN 978-1-138-05961-0
- Burr, J. Millard (2018) [1st pub. 1995]. Requiem For The Sudan: War, Drought, And Disaster Relief On The Nile. Abingdon-on-Thames, New York City: Routledge. ISBN 9780429977299
- Rone, Janera (1996). Behind the Red Line: Political Repression in Sudan. New York City: Human Rights Watch. ISBN 9781564321640
- Wassara, Samson S. (2010). «Rebels, militias and governance in Sudan». In:  Wafula Okumu; Augustine Ikelegbe. Militias, Rebels and Islamist Militants. Human Insecurity and State Crises in Africa (PDF). Pretoria: Institute for Security Studies. pp. 255–286. ISBN 978-1-920422-10-3
- Vuylsteke, Sarah (Dezembro de 2018). «Identity and Self-determination: The Fertit Opposition in South Sudan» (PDF). Geneva: Small Arms Survey. HSBA Briefing Paper
- Young, John (2006). The South Sudan Defence Forces in the Wake of the Juba Declaration (PDF). Geneva: Small Arms Survey. ISBN 2-8288-0077-6

- Este artigo foi inicialmente traduzido, total ou parcialmente, do artigo da Wikipédia em inglês cujo título é «Army of Peace».